# Ait Ali Ouyahia
Pour les articles homonymes, voir Aït Ali et Ouyahia (homonymie).
Ait Ali Ouyahia est un village de la commune d'Iferhounène en Algérie, daïra d'Iferhounène, wilaya de Tizi-Ouzou. Il est situé à quelques kilomètres en contrebas de l'éperon sur lequel est posté Iferhounène.
C'est dans ce village qu'ont eu lieu des accrochages et embuscades meurtrières[Lesquels ?] de part et d'autre du conflit[Lequel ?]. La 2e compagnie du 6e BCA était installée à Iferhounène.